# 汽油引擎

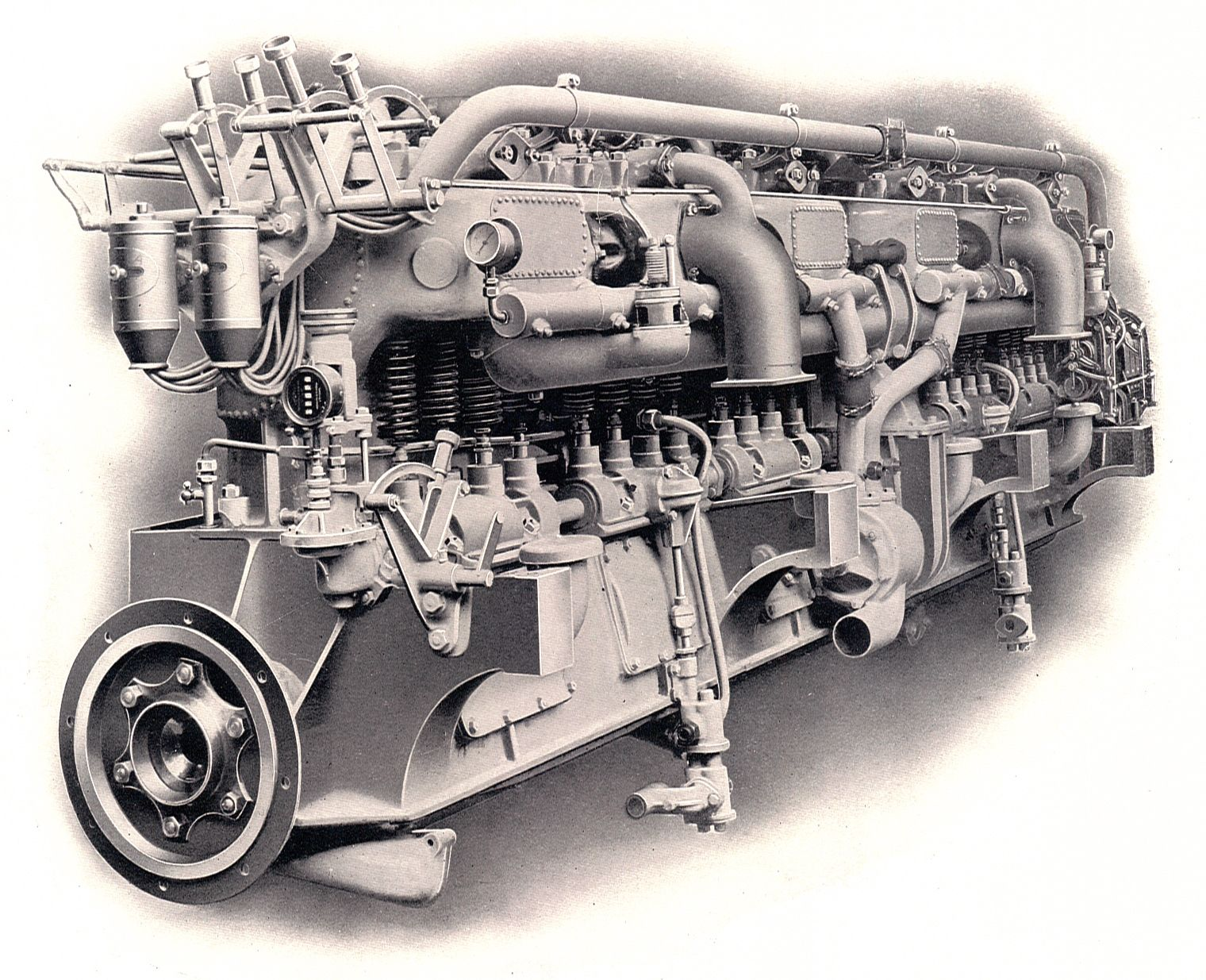
1905年的12汽缸350hp馬力引擎

汽油引擎（英語：Gasoline Engine）是使用汽油作為燃料的內燃机。
1883年德国人G.戴姆勒成功制造汽油机。二战前，汽油机用作1千瓦以下的农业、园艺机具的动力，大到数千瓦的航空发动机。二战后，汽油机的用途有所缩小，仍用于小功率内燃机、摩托车、轿车、小型飞机和轻型货车等。分为化油器式和汽油喷射式；至1980年代，汽油喷射式的应用增多。
汽油机一般采用往复活塞式结构，由本体（缸盖、缸体、曲轴箱）、曲柄连杆机构、配气系统、供油系统、润滑系统和点火系统等组成。

## 燃烧
使用时，空气流过化油器，携带汽油进入进气管。在流经进气管、气缸和压缩过程中，汽油迅速蒸发，到压缩末期已成气态，与空气混合成均匀的可燃混合气。这时点火系统提供瞬时高压电，在火花塞的火花间隙处打出火花，使该处微量混合气累积热量，提高温度。当发展到缸内压明显上升时，形成明亮的火焰核心；然后传播，将缸内混合气烧尽，缸内压迅速上升。混合气热量主要
提高汽油机的压缩比，热效率提高。压缩比已由早期的4.5提高到10。当压缩比达到9以上时又会使气缸内产生积炭，积炭会点燃混合气，形成不正常燃烧现象（表面点火）。使压缩比提高的因素除燃烧室结构等设计外，主要在于汽油品质的提高。20年代中，人们发现在汽油中添加四乙铅可提高汽油机的压缩比。燃烧室对汽油辛烷值要求的高低（机械辛烷值）。铅是排气中的有害成分。

### 分层燃烧
如果在低负荷下不减少进入气缸的空气量，只减少汽油量，并使汽化的汽油集中于火星塞附近，形成可以着火燃烧的混合气，就可降低低负荷率时的油耗。
有些燃烧室分为主室、小室。较浓混合气进入小室，由火花点燃；较稀混合气进入主室，由小室喷出的火焰点燃，可减少污染。但在负荷率很低，主室混合气很稀薄时，仍须在减少进气量后才能点燃。另一方案是在压缩末期，用喷油器将汽油喷入燃烧室内火花塞附近，在很低负荷喷油很少，无需减少进气量；在高负荷喷油较多，延长喷油时间，边喷边烧。在低负荷时油耗降低30％以上，排污也很少。
分层燃烧可避免爆震，压缩比提高，并能采用广馏分的低品质汽油。此种燃烧系统的问题是在变工况下难以可靠地点燃。

## 設計

4行程汽油引擎汽缸運動示意圖

汽油引擎可采用四冲程工作循环或两冲程工作循环，参见：
- 四冲程循环
- 二冲程循环
- 汪克爾引擎

### 气缸排列
一般的汽油引擎包含1-6个气缸（直列型）或2-16个气缸（V型）。而卧式发动机经常用在小型飞机和摩托车上，也是90年代福斯汽车一大标志。如今，卧式6缸发动机仍用在许多保时捷、速霸路的汽车中。许多卧式发动机是空冷的。其他排列类型还有W型、转缸、星状等。

### 冷却方式
汽油机可以通过风扇和汽缸盖来实现风冷，或通过水套和散热器来实现水冷。对于水冷，冷却剂曾经是水，现在多采用水和乙二醇、丙二醇的混合物，以降低其凝点、提高沸点，防止腐蚀。现代防冻液还添加有润滑剂，来保护水泵的密封和轴承。整个冷却系统处于略微增压的环境，来进一步加强冷却剂的沸点。

### 压缩比
压缩比是气缸总容积与燃烧室容积之比。理论上讲，压缩比越高，引擎效率越高。但事实上，太高的压缩比会导致气油混合物过早的燃烧，产生爆燃从而损坏引擎。汽车引擎的压缩比一般在9:1到10:1左右、使用高辛烷值汽油的高性能发动机，这一数值可以提升到11甚至12:1；而使用新一代技術（如缸內直噴）的汽車引擎，還可以提高壓縮比，例如skyactiv技術的引擎可以提高到14:1。

### 点火
汽油机使用火花点火，采用磁电机和点火线圈来产生火花所需要的高压。在现代汽车引擎中，点火正时受到发动机控制器（ECU）的控制。

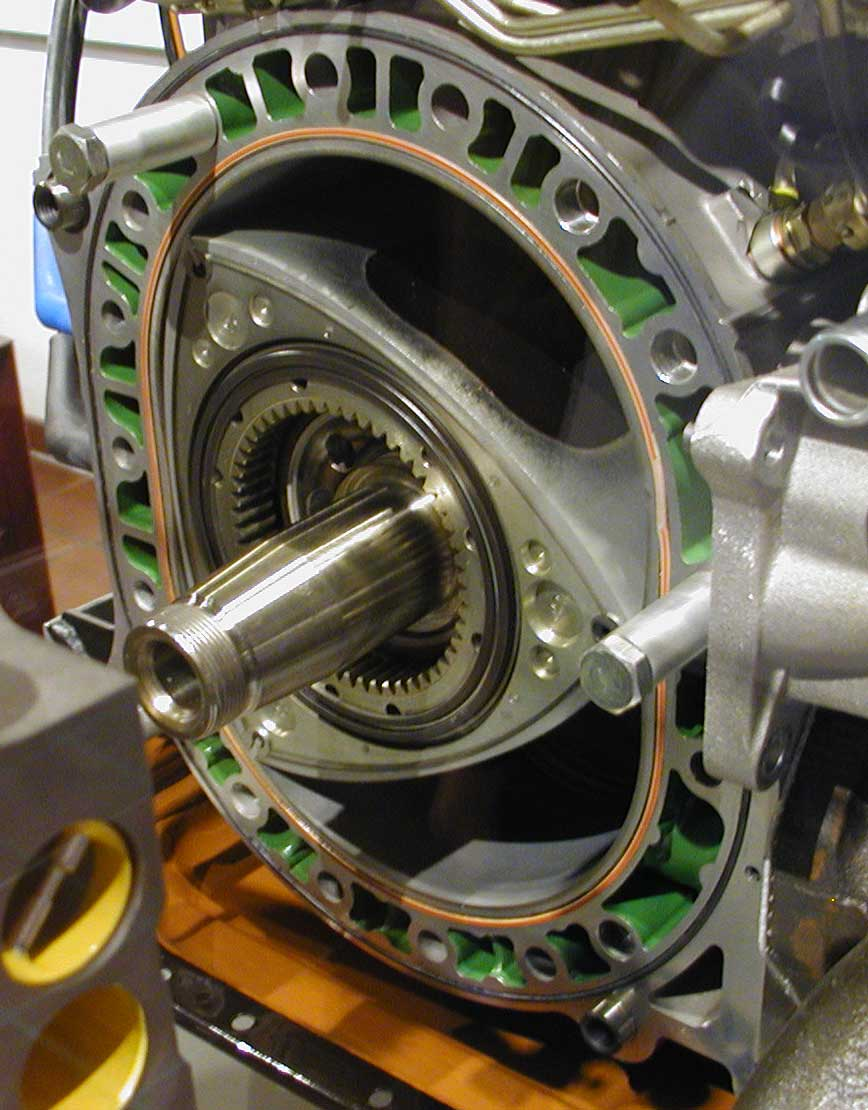
汽油轉子引擎
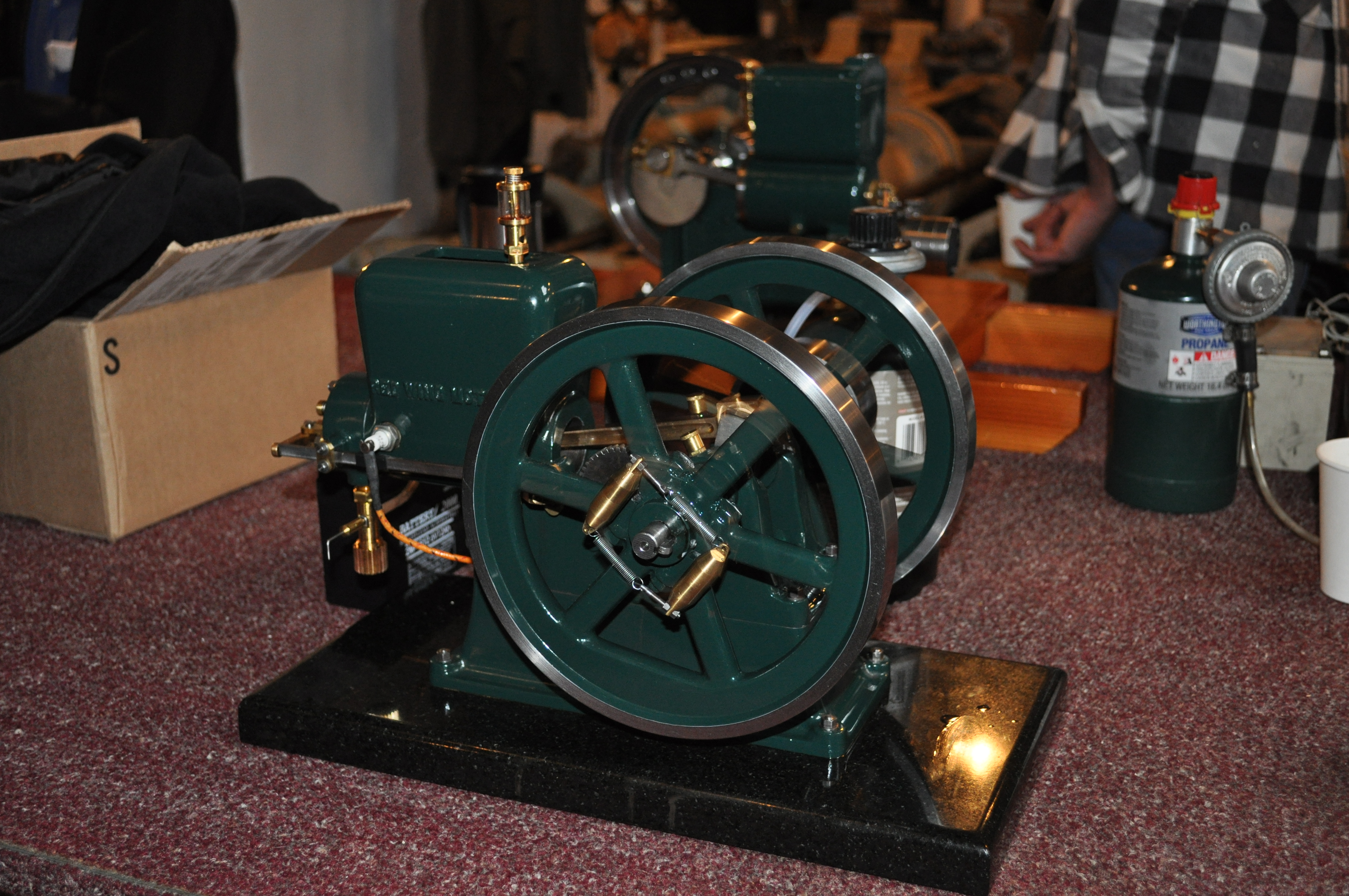
桌上型   Hit&Miss engine
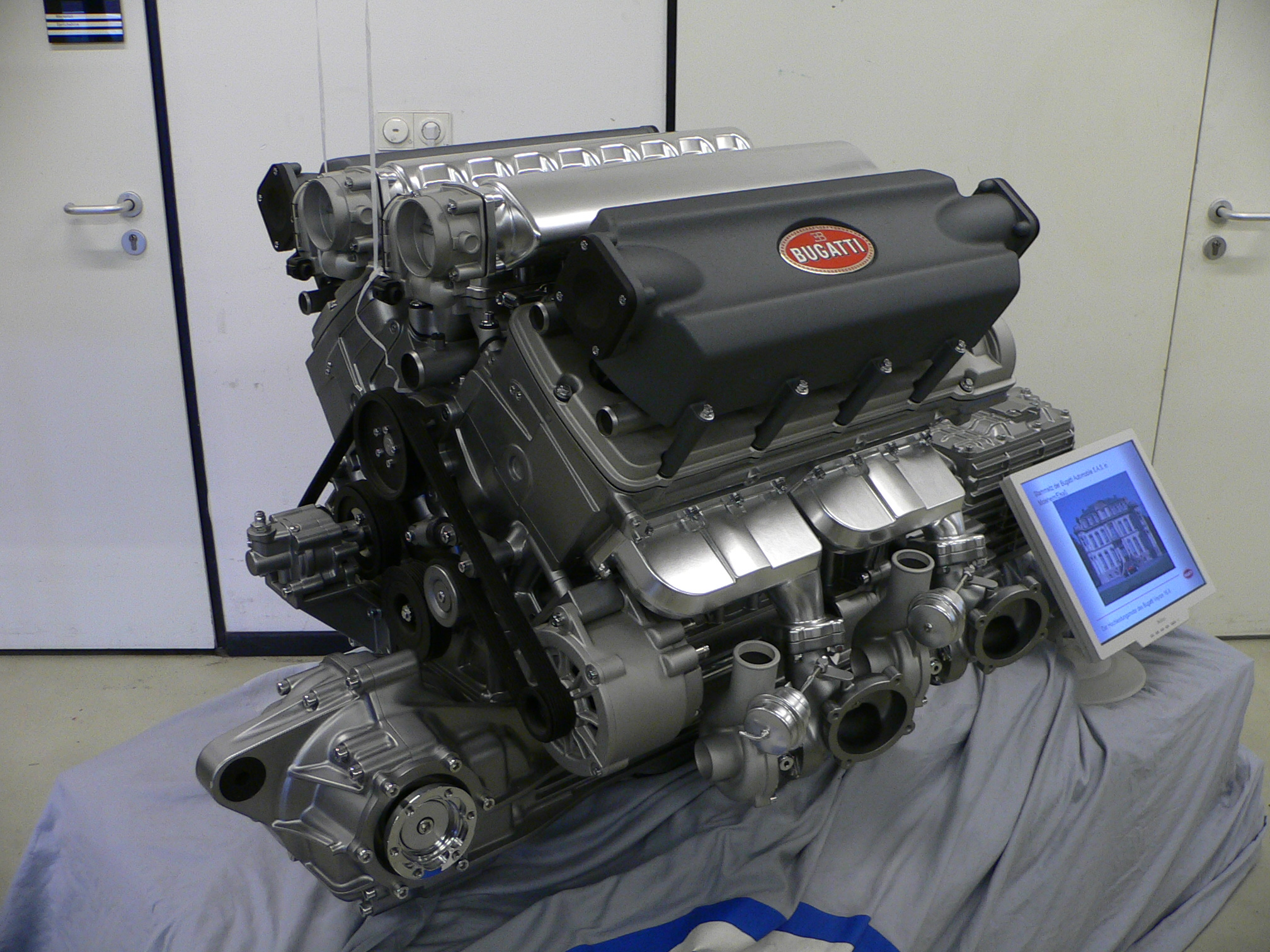
布加迪威龙汽車搭載的W16汽油引擎
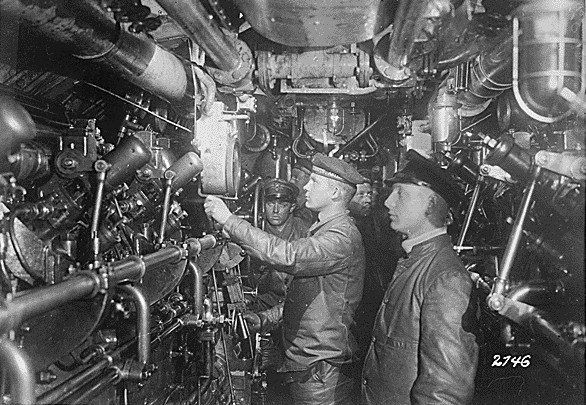
U艇U1-U18號使用的汽油引擎室
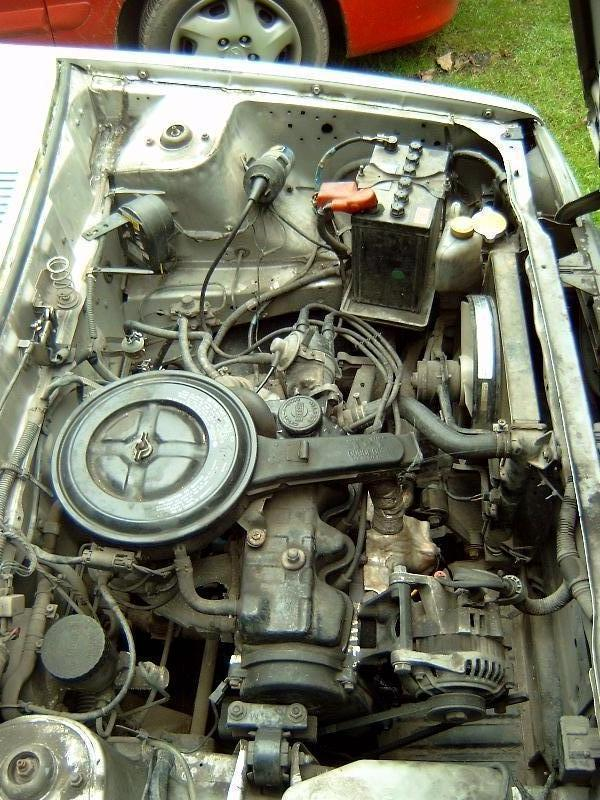
日產1.0公升引擎

## 應用
汽油引擎主要應用於：
- 汽車
- 摩托車
- 飛機
- 汽艇
- 小型機具，例如割草機、伐木機、發電機等